# Wallace Shawn
Wallace Michael Shawn (Nueva York, 12 de noviembre de 1943) es un actor y dramaturgo estadounidense. En ocasiones aparece en los créditos como Wally Shawn.

## Biografía
Shawn nació en una familia judía en Nueva York. Sus padres fueron la periodista Cecille (de soltera, Lyon) y William Shawn, editor de The New Yorker durante muchos años. Tiene dos hermanos mellizos menores: el compositor Allen Shawn, y Mary, que es autista y vive en una institución especializada. Creció en el Upper East Side de Manhattan y asistió a una escuela secundaria especializada en artes liberales en Vermont. Se graduó con una licenciatura en Historia en Harvard. Estudió filosofía, política, economía y latín en la Magdalen School de Oxford, con la intención inicial de convertirse en diplomático. Viajó a la India como profesor de inglés en un programa Fulbright. Se inició en el teatro en 1970, donde conoció a Andre Gregory, con quien desde entonces ha dirigido varias de sus obras.
Hizo su debut en el cine en 1979, interpretando al exmarido de Diane Keaton en la película Manhattan, de Woody Allen. Sus películas más conocidas han sido aquellas en las que ha interpretado al malo Vizzini en La princesa prometida (1987) y al profesor Mr. Hall en Clueless (1995).
Shawn también ha aparecido en varias series de televisión, como Desperate Housewives. Obtuvo un papel recurrente interpretando al ferengi Zek en Star Trek: Espacio profundo nueve, a un cómico exreportero en Murphy Brown, al vecino de los Huxtable en The Cosby Show, a un psiquiatra en Crossing Jordan, y también apareció en Taxi y en Gossip Girl, de la cadena The CW, interpretando a Cyrus Rose, el padre de Aaron Rose y el interés amoroso de Eleanor Waldorf. Su papel más reciente es el de Dr. Sturgis en Young Sheldon.
También es actor de doblaje en películas de animación y cine de animación, entre ellas Toy Story, Toy Story 2 (interpretando al dinosaurio Rex), Monsters, Inc., como Gilbert Huph en Los Increíbles y en dos episodios de Padre de familia.

## Vida personal
Su pareja de toda la vida es la escritora Deborah Eisenberg. Shawn es ateo. Vive en el barrio de Chelsea en Manhattan.

## Filmografía selecta
- Manhattan (1979)
- All That Jazz (1979)
- Atlantic City (1980)
- My Dinner with Andre (1981)
- Las bostonianas (1984)
- La princesa prometida (1987)
- Falso testigo (1987)
- Los modernos (1988)
- No somos ángeles (1989)
- Sombras y niebla (1991)
- Vania en la calle 42 (1994)
- Clueless (1995)
- Toy Story (1995)
- En estado crítico (1997)
- Toy Story 2 (1999)
- Mi marciano favorito (1999)
- The Prime Gig (2000)
- La maldición del escorpión de jade (2001)
- La Mansión Embrujada (2003)
- Melinda y Melinda (2004)
- Los Increíbles (2004)
- Chicken Little (2005)
- Happily N'Ever After (2007)
- Toy Story 3 (2010)
- Gossip Girl  (2010)
- Cats & Dogs: The Revenge of Kitty Galore (2010)
- Vamps (2011)
- Proceso de Admisión (2013)
- El joven Sheldon (2018-2024)
- Toy Story 4 (2019)
- Historia de un matrimonio (2019)
- Rifkin's Festival (2020)
- Blonde (2022)